# Marko Rog
Marko Rog (ur. 19 lipca 1995 w Varaždinie) – chorwacki piłkarz występujący na pozycji pomocnika w chorwackim klubie Dinamo Zagrzeb, do którego jest wypożyczony z Cagliari Calcio oraz w reprezentacji Chorwacji.

## Kariera klubowa
Swoją karierę piłkarską Rog rozpoczął w 2004 roku w klubie NK Nedeljanec. W 2006 roku podjął treningi w klubie NK Varaždin. W 2013 roku awansował do pierwszego zespołu i w sezonie 2013/2014 zadebiutował w nim w trzeciej lidze chorwackiej. W sezonie 2013/2014 strzelił dla klubu z Varaždinu 17 goli. Latem 2014 przeszedł do pierwszoligowego RNK Split. Swój debiut w nim zaliczył 28 lipca 2014 w zremisowanym 1:1 domowym meczu z klubem Istra 1961. Z kolei 24 sierpnia 2014 w meczu ze Slaven Belupo Koprivnica (2:0) strzelił swojego premierowego gola w pierwszej lidze. W RNK Split spędził rok. Latem 2015 roku Rog został piłkarzem klubu Dinamo Zagrzeb. Swój ligowy debiut w nim zanotował 12 lipca 2015 w zremisowanym 1:1 domowym spotkaniu z Hajdukiem Split. W sierpniu 2016 został wypożyczony do SSC Napoli.

## Kariera reprezentacyjna
W reprezentacji Chorwacji Rog zadebiutował 12 listopada 2014 w przegranym 1:2 towarzyskim meczu z Argentyną, rozegranym w Londynie, gdy w 84. minucie zmienił Duje Čopa.